# Clinopodium menthifolium
Pour les articles homonymes, voir Baume sauvage.
Espèce
Synonymes
- Calamintha menthaefolia Host[2]
- Calamintha menthifolia Host[2] [1]
- Calamintha nepeta subsp. sylvatica (Bromf.) R.Morales[1]
- Calamintha officinalis f. boveana (K.Malý) Hayek[1]
- Calamintha sylvatica Bromf.[2] [1]
- Clinopodium nepeta subsp. sylvaticum (Bromf.) Peruzzi & F.Conti[1]
- Satureja calamintha subsp. menthifolia (Host) Gams[1]
- Satureja menthifolia (Host) Fritsch[1]
- Satureja sylvatica (Bromf.) K.Malý[1]

Clinopodium menthifolium est une espèce de plantes à fleurs de la famille des Lamiaceae.

## Description
Plante velue à odeur de menthe. Souche stolonifère, tige carrée. Feuilles opposées, dentées et pétiolées. Fleurs roses en glomérules peu denses.

## Biologie
Floraison de juin à septembre. Vivace: géophyte à rhizome. Pollinisation par les insectes.

## Chorologie
Subméditerranéenne. Étages collinéen à montagnard. Jusqu'à 1700 m.

## Habitats
Bords de chemins forestiers, lisières, vieux murs. Sols secs, calcaires ombragés.

## Liste des sous-espèces
Selon World Checklist of Selected Plant Families (WCSP) (19 août 2019) :
- Clinopodium menthifolium subsp. ascendens (Jord.) Govaerts (1999)
- Clinopodium menthifolium subsp. hirtum (Briq.) Govaerts (1999)
- Clinopodium menthifolium subsp. menthifolium